# Ciambellone
Il ciambellone è un dolce italiano.

## Storia
Di origini contadine, era un tempo consumato durante i banchetti, i pranzi familiari e le feste della comunità come i matrimoni che seguivano la vendemmia. In Italia il dolce è presente in molte cucine regionali, che ne danno diverse interpretazioni e viene consumato a colazione con il latte. Il ciambellone rientra tra i prodotti agroalimentari tradizionali marchigiani.

## Descrizione
Si presenta come una torta forata al centro. o con la forma di uno sfilatino di pane. Per prepararlo bisogna mescolare uova, zucchero, latte, fecola di patate, lievito e limone, versare l'amalgama nella teglia da ciambellone, cospargere di zucchero il dolce e infornarlo. La ciambella può essere insaporita con il liquore, il cacao, i canditi o della frutta secca a piacere.
Nel Montefeltro viene preparato il biscott, una variante del ciambellone priva di grassi.

## Alimenti simili
Nel mondo esistono diversi dolci che ricordano il ciambellone marchigiano. Il berlingozzo toscano si prepara con la vaniglia e il liquore all'anice, ed è pertanto più elaborato e aromatico rispetto al dolce marchigiano. La torta marmorizzata mitteleuropea è ottenuta mescolando due impasti diversi. Si possono anche menzionare il gugelhupf, la torta degli angeli e la bundt cake, che prende il nome dal caratteristico stampo in cui viene cotta.